# Gymnodia fusciventris
Gymnodia fusciventris är en tvåvingeart som beskrevs av Fritz Isidore van Emden 1951. Gymnodia fusciventris ingår i släktet Gymnodia och familjen husflugor.
Artens utbredningsområde är Uganda. Inga underarter finns listade i Catalogue of Life.